# Atepa sinaloana
Atepa sinaloana is een vlinder uit de familie van de bladrollers (Tortricidae). De wetenschappelijke naam van de soort is voor het eerst geldig gepubliceerd in 1991 door Jozef Razowski. Deze soort komt voor in Mexico.